# Asiatische Novellen
Asiatische Novellen (französisch Nouvelles asiatiques) ist eine Novellen-Sammlung des französischen Diplomaten und Schriftstellers Joseph Arthur Gobineau (1816–1882), genannt Comte de Gobineau (Graf Gobineau), die 1876 zuerst veröffentlicht und regelmäßig neu herausgegeben wurde. Unter „asiatisch“ ist in diesem Fall „orientalisch“, insbesondere persisch, zu verstehen. Die Novellen dieser Sammlung spielen im Kaukasus, in Persien, Aserbaidschan und Afghanistan.

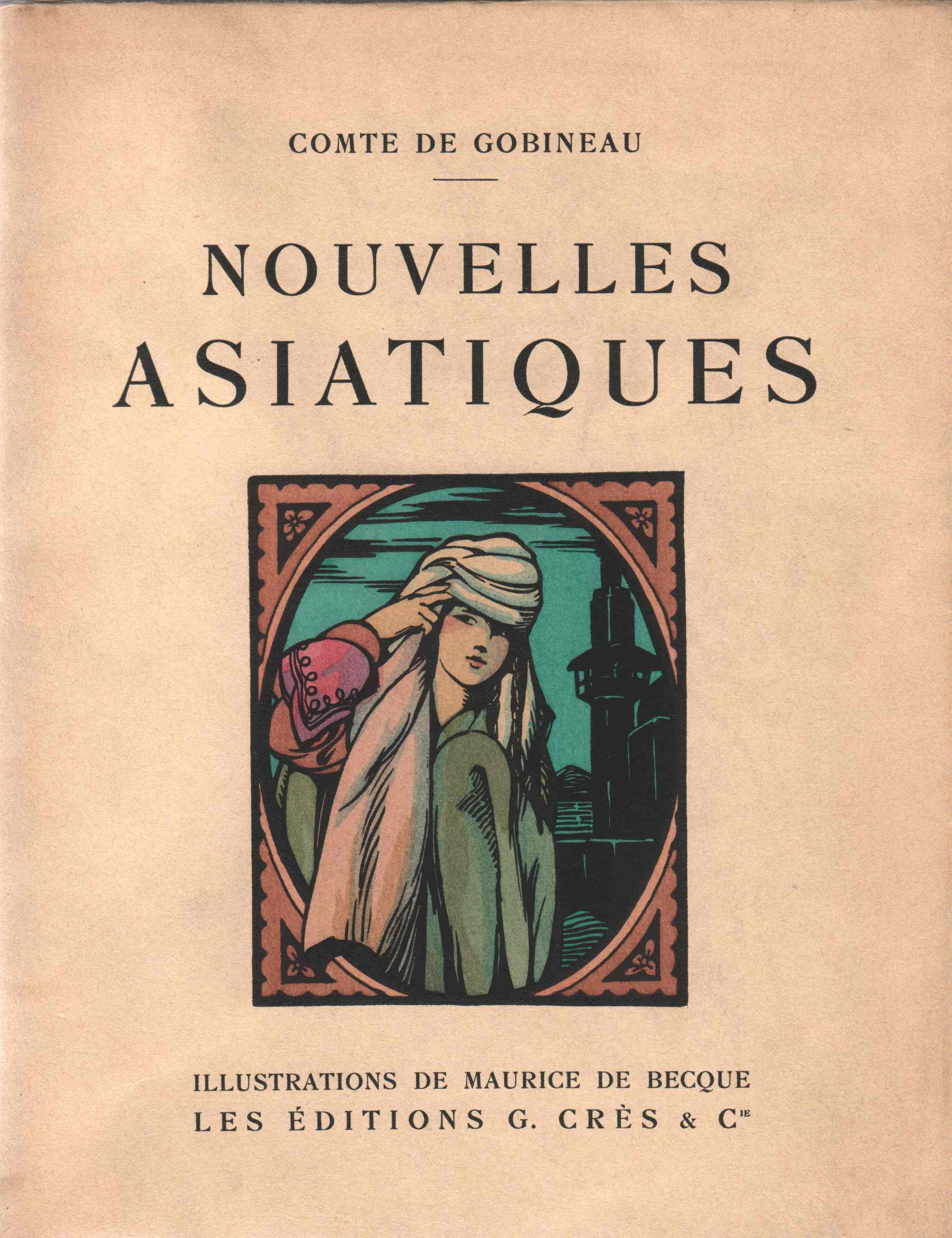
Titelseite der Nouvelles asiatiques von Joseph Arthur de Gobineau, Paris, Les Éditions G. Crès, 1924.

Gobineau war 1854–1863 erster Sekretär der französischen Gesandtschaft in Persien (heute Iran), der es dort sehr erfolgreich gelungen war, sich in die von ihrem Herkunftsland sehr verschiedenartige Gesellschaft zu integrieren.
Die Originalausgabe der Asiatischen Novellen umfasst den Band II der Pauvert-Ausgabe (Band I entspricht der Sammlung Souvenirs de Voyage).
Die beiden Bände der Pauvert-Ausgabe bestehen jeweils aus sechs Novellen: Band I enthält: Scaramouche, La Chasse au caribou, Akrivie Phrangopoulo, Mademoiselle Irnois, Le Mouchoir rouge und Adélaïdes; Band II enthält: La danseuse de Shamakha (Kaukasus), L'illustre magicien (Persien), Histoire de Gambèr-Aly (Persien), La guerre des Turcomans (Persien), Les amants de Kandahar (Afghanistan) et La vie de voyage (Osttürkei).
In seinem Vorwort (Introduction) zu den Asiatischen Novellen liefert Gobineau eine Würdigung des Romans Hadschi Baba des britischen Romanciers James Morier (gest. 1849). Der biographische Artikel von Jean Calmard in der Encyclopedia Iranica merkt zu den Nouvelles asiatiques (1876) an, dass sein "Gambèr-Aly" eine Nachbildung von Hadschi Baba sei, und dass die meisten seiner Helden und Landschaften anhand seiner persönlichen Notizen und Korrespondenz identifiziert werden könnten:

„This is particularly evident with La danseuse de Shamakha, L’illustre magicien (a dervish from Lahore), and Les amants de Kandahar. His diplomatic experience appears in Gambèr-Aly (in which Jules Richard, later Ričār Khan, appears as M. Brichard) and in La guerre des Turcomans (Henri de Coulibšuf de Blocqueville, a French officer in the shah’s army, appears as “Ghoulam-Hussein”; the story depicts the lack of organization in the Persian army: see Nouvelles asiatiques, 1965, Gaulmier’s preface, pp. li-lxvii).“

In der Novellen-Sammlung begegnen die Rassenideen, die Gobineau bereits in seinem Versuch über die Ungleichheit der Menschenrassen (Essai sur l'inégalité des races humaines, veröffentlicht 1853–55) ausgesprochen hat. Der deutsche Rassentheoretiker Ludwig Schemann (1852–1938), der Gründer und Vorsitzende der deutschen Gobineau-Vereinigung, besorgte die erste deutsche Übersetzung der Asiatischen Novellen.
Gobineau ist auch Verfasser einer Histoire des Perses (Geschichte der Perser) und von Réligions et les philosophies dans l'Asie centrale über die Religionen und Philosophie in Zentralasien. Eine „Nebenfrucht“ seines langen Aufenthalts in Persien waren die Nouvelles asiatiques (1876).
In der Einleitung sagt Gobineau (dt. Übersetzung von Ludwig Schemann):

„Mir hat nicht vorgeschwebt, die mehr oder weniger bewußte Unsittlichkeit der Asiaten und den Hang zur Lüge zu schildern, der sie beherrscht. Ich habe dies nicht außer acht gelassen, aber es genügt mir nicht. Es erschien mir geboten, auch anderes nicht im Dunkel zu lassen: hier Heldenmut, dort aufrichtig romantische Gesinnung, hier die angeborene Herzensgüte, dort das grundehrliche Wesen. Bei anderen wieder durfte die bis zum Übermaß gesteigerte Vaterlandsliebe, der vollkommene Edelsinn, die Hingebung und Zärtlichkeit, bei allen aber die unvergleichliche Hemmungslosigkeit und die unwiderstehliche Gewalt der ersten Gemütsregung – sei diese nun gut oder eine der schlimmsten – nicht übersehen werden. Desgleichen wollte ich auch nicht eine einzelne Landschaft schildern. Daher versetze ich den Leser bald in die Gebirgsdörfer der Tscherkessen, bald in türkische, persische oder afghanische Städte, das eine Mal in fruchtbare Täler, das andere Mal in dürre und staubreiche Ebenen . . . Die Asiatischen Novellen verfolgen den Zweck, eine gewisse Zahl von Spielarten der asiatischen Denkweise vorzuführen und zu zeigen, worin sich diese Denkweise von der unseren entfernt.“

Die Novellen fanden im deutschen Sprachraum Aufnahme in bekannten Buchreihen wie Reclams Universal-Bibliothek und der Manesse Bibliothek der Weltliteratur.

## Ausgaben
- Nouvelles asiatiques. Paris, Didier et Cie, 1876 (vgl. Gallica; fr.wikisource.org) (La Danseuse de Shamakha, L'Illustre magicien, Histoire de Gamber-Aly, La Guerre des Turcomans, Les Amants de Kandahar, La vie de voyage).  *Les Nouvelles asiatiques bei Gallica
- Nouvelles asiatiques. Nouv. éd., précédée d'un avant-propos de Tancrède de Visan, Paris 1922
- Gobineau, Arthur Graf: Asiatische Novellen. Leipzig : Philipp Reclam jun. 1900 (o. J. ca.), 1900 (Die Liebenden von Kandahar, Geschichte Gamber Alis, Der Turkmenenkrieg, Der große Zauberer, Reiseleben, Die Tänzerin von Schemacha) (Reclams Universal-Bibliothek)

- zweibändige Ausgabe der Nouvelles von Jean-Jacques Pauvert, Paris 1956:[12]
  - Adelaide - Mademoiselle Irnois - Le mouchoir rouge - Akrivie Phrangopoulo - La chasse au caribou – Scaramouche
  - La danseuse de Shamakha (Caucase), L'illustre magicien (Perse), Histoire de Gamber-Aly (Perse), La guerre des Turcomans (Perse), Les amants de Kandahar (Afghanistan), La vie de voyage (Turquie de l'est)

- Gobineau, Nouvelles asiatiques, édition de J. Gaulmier, Classiques Garnier, Paris, 1965 (Review *)
- Nouvelles asiatiques. Première parution en 1939. Édition de Pierre-Louis Rey. Collection Folio classique (n° 5439), Gallimard

- Asiatische Novellen. Deutsche Übersetzung von Ludwig Schemann (Reclams Universal-Bibliothek 3103-3104)
- Manesse Bibliothek der Weltliteratur, Zürich 1962: Asiatische Novellen. Aus dem Französischen übersetzt von N. O. Scarpi. Nachwort von Jean Mistler. Inhalt: Die Tänzerin von Schamakha / Der große Magier / Die Geschichte des Gamber-Ali / Der Turkmenenkrieg / Die Liebenden von Kandahar.

- Gobineau, Count de: The Dancing Girl of Shamakha. And other Asiatic Tales. Harcourt, Brace and Company. New York., 1926